# Герб комуни Тібру
Герб комуни Тібру (швед. Tibro kommunvapen) — символ шведської адміністративно-територіальної одиниці місцевого самоврядування комуни Тібру. 

## Історія
Герб було розроблено для торговельного містечка (чепінга) Тібру. Отримав королівське затвердження 1950 року.    
Після адміністративно-територіальної реформи, проведеної в Швеції на початку 1970-х років, муніципальні герби стали використовуватися лишень комунами. Цей герб був 1971 року перебраний для нової комуни Тібру.
Герб комуни офіційно зареєстровано 1990 року.

## Опис (блазон)
У червоному полі золота сокира в стовп, над нею — такий же укорочений шеврон (косинець).

## Зміст
Сюжет герба з сокирою походить з печатки 1568 року гераду (територіальної сотні) Кокінд, означає розвинуте лісівництво. Косинець символізує місцеву меблеву промисловість.